# Ardisia cameronensis
Ardisia cameronensis är en viveväxtart som beskrevs av Y.P. Yang. Ardisia cameronensis ingår i släktet Ardisia och familjen viveväxter. Inga underarter finns listade i Catalogue of Life.